# فلورينت لافيل
فلورينت لافيل (بالفرنسية: Florent Laville) (7 أغسطس 1973 في فالينس) لاعب كرة قدم فرنسي معتزل كان يجيد اللعب في خط الدفاع . مثل منتخب فرنسا في مسابقة كرة القدم بدورة الألعاب الأولمبية الصيفية 1996 التي أقيمت في أتلانتا بالولايات المتحدة . أمضى 10 سنوات في نادي ليون وساهم في الفوز ببطولة دوري الدرجة الأولى مرتين 2001-2002 و2002-2003 . انتقل بعدها إلى إنجلترا حيث انضم إلى نادي بولتون واندررز وكوفنتري سيتي حيث أمضى هناك موسمان وعاد في صيف سنة 2005 إلى نادي باستيا حيث اجتمع مجددا بزميله السابق في نادي بولتون واندررز بيير-يفيس أندريه وقرر اعتزال لعب كرة القدم نهائيا بانتهاء العقد الذي يربطه بنادي باستيا في صيف سنة 2007 .

## روابط خارجية
- فلورينت لافيل على موقع الاتحاد الدولي (مؤرشف)  (الإنجليزية)
- فلورينت لافيل على موقع الاتحاد الأوربي (الإنجليزية)
- فلورينت لافيل على موقع رابطة كرة القدم الفرنسية للمحترفين (الإنجليزية)
- فلورينت لافيل على موقع قاعدة بيانات كرة القدم.إي يو (الإنجليزية)
- فلورينت لافيل على موقع ليكيب (الفرنسية)
- فلورينت لافيل على موقع عالم كرة القدم.نت (الإنجليزية)
- فلورينت لافيل على موقع كووورة
- فلورينت لافيل على موقع أوليمبيديا (الإنجليزية)